# Геркулес А
Геркулес А — яркий астрономический радиоисточник, расположенный поблизости от созвездия Геркулеса, также называющийся 3C 348.

## Обнаружение
Во время поиска ярких радиоисточников в середине XX века, астрономы нашли сверхъяркий радиоисточник в созвездии Геркулес. Радиоисточник сильнее на частотах среднего диапазона и излучает синхротронным излучением, предполагается, что источником радиоизлучения может быть гравитационное взаимодействие. В 1959 году, астрономы из группы радиоастрономии (позже Группа астрофизиков Кевендиш) обнаружили радиоисточник, используя Кембриджский Интерферометр Обсерватории Кевендиш в Кембриджском университете в Соединённом Королевстве, включив его в Третий Кембриджский каталог радиоисточников (3C), как «3C 348» — 348-й обнаруженный объект в ходе исследования.

## Характеристика
Галактика, 3C 348, является сверхгигантской эллиптической галактикой. Она была классифицирована как тип галактики E3 или E4, исходя из обновлённой расширенной схемы морфологической классификации галактик Хаббла — де Вокулёра. Мало что известно об этой галактике.
3C 348, галактика в центре изображения, выглядит на первый взгляд относительно нормальной эллиптической галактикой в видимом свете. Но в диапазоне радиоволн, однако, появляются релятивистские струи, протяжённостью более одного миллиона световых лет. Детальные исследования показывают, что галактика в 1000 раз массивней (приблизительно 1015 M☉) галактики Млечный Путь, и центральная чёрная дыра приблизительно в тысячу раз массивней (около 4 миллиардов M☉) сверхмассивной чёрной дыры в центре Млечного пути, одна из самых массивных, известных науке. Явления, которые создают джеты — неизвестны и плохо изучены, похоже, что они извергаются из чёрной дыры, перпендикулярно аккреционному диску.